# Дрозды (Мозырский район)
Дрозды (бел. Дразды) — деревня в Козенском сельсовете Мозырского района Гомельской области Республики Беларусь.

## География

### Расположение
Примыкает к городу Мозырю, который окружает её с трёх сторон, 2 км от железнодорожной станции Козенки (на линии Калинковичи — Овруч).

## Транспортная сеть
На автодороге Мозырь — Петриков. Планировка состоит из двух частей, разделённых автодорогой. Дома расположены хаотично. Активно развиваются районы коттеджной застройки.

## История
По письменным источникам, известна с XIX века как село в Слобода-Скрыгаловской волости Мозырского уезда Минской губернии. С 1917 года — в Слободской волости. В 1922 году открыта школа, которая размещалась в наёмном крестьянском доме. В 1930 году организован колхоз имени М. В. Фрунзе, работала кузница, действовала начальная школа (в 1935 году — 42 ученика). Во время Великой Отечественной войны 34 жителя погибли на фронте. Согласно переписи 1959 года, в составе колхоза «Родина» (центр — деревня Козенки). Работали начальная школа (закрыта), фельдшерско-акушерский пункт, 2 магазина, Мозырское производственно-мебельное объединение, насосная станция, цех мясопереработки, недалеко от деревни трамвайное депо, авторынок.

## Население

### Численность
- 2004 год — 163 хозяйства, 393 жителя.

### Динамика
- 1870 год — 8 ревизских душ.
- 1897 год — 13 дворов 44 жителя (согласно переписи).
- 1908 год — 56 жителей.
- 1917 год — 73 жителя.
- 1959 год — 402 жителя (согласно переписи).
- 2004 год — 163 хозяйства, 393 жителя.